# Урочище Приорільське
Уро́чище Приорі́льське — ландшафтний заказник місцевого значенняв в Україні. Об'єкт природно-заповідного фонду Дніпропетровської області. 
Розташований у межах Юр'ївського району Дніпропетровської області, поблизу села Чернявщина. 
Площа 507,1 га. Статус надано згідно з рішенням облради від 3 лютого 2012 року № 247-11 VI. Перебуває у віданні Юр'ївської райдержадміністрації. 
Статус надано для збереження лучних і лучно-болотних природних комплексів у долині річки Оріль. Природоохоронна територія включає в себе ділянки заплави Орілі, каналу Дніпро — Донбас та привододільно-балкові ландшафти. Виявлено понад 400 видів рослин, з яких 4 види занесені до Червоної книги України. Тут зростають: ковила волосиста, ковила Лессінга, шафран сітчастий, тюльпан дібровний, оман високий, гіацинтик блідий, горицвіт весняний, півники карликові, пухирник звичайний тощо.